# Fife (Washington)
Fife ist eine Stadt (City) im Pierce County im US-Bundesstaat Washington und eine Vorstadt von Tacoma. Zum United States Census 2020 hatte Fife 10.999 Einwohner. 

## Geschichte
1940 wurde Fife als „Fife…at a valley crossroads in the midst of a thickly settled berry growing and truck-gardening district is represented by a string of markets, taverns, shops, and a large, balloon-roofed dance hall along the highway“ (etwa: „Fife … an der Kreuzung im Tal inmitten eines dicht besiedelten Bezirks, wo Beeren wachsen und Gewächshäuser stehen, wird durch eine Kette von Märkten, Kneipen, Läden sowie einen ballongeschmückten Tanzboden entlang des Highways repräsentiert“) beschrieben. Die Bevölkerung umfasste 1940 135 Personen. Fife wurde offiziell am 11. Februar 1957 anerkannt.
Wegen des erhöhten Verkehrsaufkommens zwischen Puyallup und Tacoma sah sich Fife gezwungen, als selbständige Kommune, nicht nur als Gebiet zwischen der Interstate 5 (I-5) und der Washington State Route 167, anerkannt zu werden.
Fife könnte nach William J. Fife, einem prominenten Rechtsanwalt aus Tacoma, benannt sein, der einst Chef der Washington National Guard und Lieutenant Colonel im Philippinisch-Amerikanischen Krieg war.

## Wirtschaft
Fife ist eine kleine Stadt östlich von Tacoma und besteht vornehmlich aus Gewerbegebieten mit Autohäusern, Lagerhäusern und Industrie-Liegenschaften, Motels, einem Indianer-Casino, Drive-Through-Tabakläden, Fast-Food-Restaurants und weiteren, typischerweise an Highways gelegenen Geschäften. Seine Nähe zum Hafen Tacoma, der Interstate 5 und dem Highway 167 haben zur Ansiedlung vieler Logistik-Unternehmen beigetragen. Fifes Besteuerungsbasis besteht aus Verkaufssteuern, Gebrauchssteuern und Grundstückssteuern. Fife Heights, auf einem Hügel jenseits der Stadtgrenzen gelegen, besteht vorrangig aus Wohngebieten. Milton liegt unmittelbar östlich und Edgewood südlich von Fife.

## Geographie
Es liegt vollständig innerhalb der Puyallup Indian Reservation, welche primär zur Erlangung einer rechtlichen Selbständigkeit durch den Vertrag von Medicine Creek von 1854 geschaffen wurde, doch sind die Grundstücke fast ausschließlich im Besitz von nicht-indigenen US-Amerikanern.
Nach dem United States Census Bureau nimmt die Stadt eine Gesamtfläche von 15,1 km² ein, wovon 14,74 km² Land- und der Rest Wasserflächen sind.
Fife liegt auf einer Wattfläche im tiefgelegenen ebenen Gebiet, das den Hafen Tacome erweitert. Das bedeutet, dass der Grundwasserspiegel in einigen Bereichen nur 10–15 Fuß (etwa 3–5 Meter) unterhalb der Geländeoberfläche liegt. Bei Steigen und Fallen der Tiden im Puget Sound steigt und fällt auch die Bodenoberfläche leicht.
Die südlichen Teile der Stadt liegen in der Aue des Puyallup River. Ein Großteil der Stadt würde beschädigt oder zerstört, wenn sich nach einem Ausbruch des Mount Rainier ein Lahar in die Umgebung ergösse.

### Nachbargemeinden
|        | Federal Way                                 |          |
| Tacoma | Kompassrose, die auf Nachbargemeinden zeigt | Milton   |
|        |                                             | Puyallup |

## Demographie

### Census 2000
Nach der Volkszählung von 2000 gab es in Fife 4.784 Einwohner, 2.111 Haushalte und 1.123 Familien. Die Bevölkerungsdichte betrug 332,2 pro km². Es gab 2.232 Wohneinheiten bei einer mittleren Dichte von 155 pro km².
Die Bevölkerung bestand zu 68,62 % aus Weißen, zu 6,81 % aus Afroamerikanern, zu 4,14 % aus Indianern, zu 6,5 % aus Asiaten, zu 1,23 % aus Pazifik-Insulanern, zu 6,94 % aus anderen „Rassen“ und zu 5,75 % aus zwei oder mehr „Rassen“. Hispanics oder Latinos „jeglicher Rasse“ bildeten 13,55 % der Bevölkerung.
Von den 2111 Haushalten beherbergten 30,4 % Kinder unter 18 Jahren, 32,4 % wurden von zusammen lebenden verheirateten Paaren, 14,4 % von alleinerziehenden Müttern geführt; 46,8 % waren Nicht-Familien. 37,5 % der Haushalte waren Singles und 6,6 % waren alleinstehende über 65-jährige Personen. Die durchschnittliche Haushaltsgröße betrug 2,24 und die durchschnittliche Familiengröße 3 Personen.
Der Median des Alters in der Stadt betrug 29 Jahre. 25,8 % der Einwohner waren unter 18, 14,4 % zwischen 18 und 24, 34,9 % zwischen 25 und 44, 17,3 % zwischen 45 und 64 und 7,5 65 Jahre oder älter. Auf 100 Frauen kamen 106,7 Männer, bei den über 18-Jährigen waren es 106,3 Männer auf 100 Frauen.
Alle Angaben zum mittleren Einkommen beziehen sich auf den Median. Das mittlere Haushaltseinkommen betrug 31.806 US$, in den Familien waren es 36.250 US$. Männer hatten ein mittleres Einkommen von 30.963 US$ gegenüber 25.101 US$ bei Frauen. Das Pro-Kopf-Einkommen betrug 16.723 US$. Etwa 12,6 % der Familien und 14,9 % der Gesamtbevölkerung lebte unterhalb der Armutsgrenze; das betraf 19,8 % der unter 18-Jährigen und 7,9 % der über 65-Jährigen.

### Census 2010
Nach der Volkszählung von 2010 gab es in Fife 9.173 Einwohner, 3.642 Haushalte und 2.192 Familien. Die Bevölkerungsdichte betrug 622,4 pro km². Es gab 3.895 Wohneinheiten bei einer mittleren Dichte von 264,3 pro km².
Die Bevölkerung bestand zu 55,2 % aus Weißen, zu 8,2 % aus Afroamerikanern, zu 3 % aus Indianern, zu 15,5 % aus Asiaten, zu 2,7 % aus Pazifik-Insulanern, zu 7,6 % aus anderen „Rassen“ und zu 7,8 % aus zwei oder mehr „Rassen“. Hispanics oder Latinos „jeglicher Rasse“ bildeten 17,4 % der Bevölkerung.
Von den 3642 Haushalten beherbergten 35,4 % Kinder unter 18 Jahren, 39,8 % wurden von zusammen lebenden verheirateten Paaren, 13,7 % von alleinerziehenden Müttern und 6,6 % von alleinstehenden Vätern geführt; 39,8 % waren Nicht-Familien. 29,7 % der Haushalte waren Singles und 4,2 % waren alleinstehende über 65-jährige Personen. Die durchschnittliche Haushaltsgröße betrug 2,5 und die durchschnittliche Familiengröße 3,12 Personen.
Der Median des Alters in der Stadt betrug 30,9 Jahre. 25,7 % der Einwohner waren unter 18, 10,5 % zwischen 18 und 24, 36,9 % zwischen 25 und 44, 20,4 % zwischen 45 und 64 und 6,5 65 Jahre oder älter. Von den Einwohnern waren 50,4 % Männer und 49,6 % Frauen.

## Bildung
Die Fife Public Schools versorgen die Städte Fife und Milton, wie auch Teile von Edgewood und Federal Way. Fife hat eine Highschool, die Fife High School.

## Persönlichkeiten
- Mark Emmert (* 1952), ehemaliger Präsident der University of Washington und gegenwärtig Präsident der National Collegiate Athletic Association
- Kaleb McGary (* 1995), Footballspieler